# نموذج تميز المؤسسة الأوروبية لإدارة الجودة
نموذج المؤسسة الأوروبية لإدارة الجودة والتميز
نموذج تميز المؤسسة الأوروبية لإدارة الجودة عبارة عن إطار عمل غير إلزامي لأنظمة الإدارة المؤسسية، تم تطويره من خلال المؤسسة الأوروبية لإدارة الجودة (التي يشار إليها اختصارًا بالإنجليزية بـ EFQM) وتم تصميمه من أجل مساعدة المنظمات في توجهها لكي تصبح أكثر تنافسية. وتتم مراجعة هذا النموذج وتنقيحه بشكل منتظم: وقد تم نشر آخر تحديث له في عام 2010.
بغض النظر عن القطاع أو الحجم أو الهيكل أو درجة النضح، يجب أن تقوم المنظمات بإنشاء أنظمة إدارة مناسبة لكي تحقق النجاح. ويعد نموذج تميز المؤسسة الأوروبية لإدارة الجودة بمثابة الأداة العملية لمساعدة المنظمات على القيام بذلك، من خلال تحديد مكان تلك المنظمات على المسار نحو تحقيق التميز، مما يساعدها على فهم الفجوات؛ ومن ثم إطلاق الحلول.

## المؤسسة الأوروبية لإدارة الجودة بصفة عامة
على مدار السنوات، تم إجراء عدد من الدراسات البحثية لتقصي الحقائق بخصوص العلاقة بين تبني النماذج الشاملة، كما هو الحال في OIQ، أو الجودة المتكاملة للمنظمات ونموذج تميز المؤسسة الأوروبية لإدارة الجودة، وتحسين نتائج المنظمات. وتظهر أغلبية هذه الدراسات وجود ارتباط إيجابي. ومن أكثر تلك الدراسات شمولية تأتي تلك الدراسة التي أجراها د. فينود سينجال من معهد جورجيا التقني ود. كيفين هيندريكس من كلية ويليام وماري.

### ويمكن استخدام هذا النموذج من خلال أربعة طرق:
1. المساعدة على تحديد مكان المنظمة في رحلتها تجاه تحقيق التميز.
2. توفير لغة عامة لتمكين تبادل الأفكار والمعلومات، داخل وخارج المنظمة على حد سواء.
3. تضمين الأنشطة الحالية والمخطط لها، مما يؤدي إلى تحسين كفاءة وفاعلية المنظمات.
4. توفير هيكل أساسي لنظام إدارة المنظمة.

### إمكانية التطبيق
يمكن تطبيق التقييم الذاتي بشكل واسع النطاق على المنظمات، الكبير منها والصغير، سواء كانت تعمل في القطاع العام أو في القطاع الخاص. ويمكن أن يوفر التقييم الذاتي باستخدام نموذج تميز المؤسسة الأوروبية لإدارة الجودة لفريق الإدارة نظرة شاملة على المنظمة كلها. وبشكل متزايد، تستخدم المنظمات المخرجات التي يتم الحصول عليها من التقييم الذاتي كجزء من عملية التخطيط التجاري بها، كما أنها تستخدم نموذج تميز المؤسسة الأوروبية لإدارة الجودة كأساس لمراجعة عمليات التشغيل والمشروعات.
وفي أبسط أشكاله، فإن نموذج تميز المؤسسة الأوروبية لإدارة الجودة يكون عبارة عن مخطط «للأسباب والتأثيرات» يتكون من 9 مربعات. وهناك خمسة «عوامل تحفيز» وأربع «نتائج». وتغطي معايير «عوامل التحفيز» ما تقوم به المنظمة. أما معايير «النتائج» فتغطي ما تحققه المنظمة. ولتحسين النتائج التي تحققها المنظمة، يجب أن تحسن ما تقوم به.
وعوامل التحفيز الخمسة هي: القيادة، والإستراتيجية، والموظفون، والشراكات والموارد والعمليات، والمنتجات والخدمات.
أما النتائج الأربع فهي: النتائج المتعلقة بالعملاء، والنتائج المتعلقة بالموظفين، والنتائج المتعلقة بالمجتمع، والنتائج الرئيسية.
ويوفر النموذج إطار عمل غير إلزامي يساعد على فهم العلاقة التي غالبًا ما تكون معقدة بين السبب والتأثير في المنظمة.

## جائزة تميز المؤسسة الأوروبية لإدارة الجودة
يتم منح جائزة تميز المؤسسة الأوروبية لإدارة الجودة سنويًا من خلال المؤسسة الأوروبية لإدارة الجودة. وهي مصممة لتقدير أدوار المنظمات التي حققت مستويات بارزة من التميز المستدام، اعتمادًا على التقييم الذي يتم إجراؤه حسب نموذج تميز المؤسسة الأوروبية لإدارة الجودة.

## وصلات خارجية
- EFQM